# Johann Baptist Cramer
Johann Baptist Cramer (Mannheim, 24 febbraio 1771 – Londra, 16 aprile 1858) è stato un pianista, compositore e editore inglese di origini tedesche.

## Biografia
Era figlio di Wilhelm Cramer (1743-1799), famoso violinista e direttore d'orchestra londinese, fratello di Franz Cramer, compositore e direttore d'orchestra londinese e proveniva da una famiglia numerosa. Johann Baptist venne condotto a Londra quand'era ancora piccolo e fu proprio lì che si svilupparono le sue capacità musicali. Dal 1782 al 1784 studiò pianoforte con Muzio Clementi e presto divenne noto come pianista professionista sia a Londra sia in tutta Europa. Ebbe una reputazione mondiale e fu anche molto apprezzato da Beethoven.
Cramer fu anche un importante compositore e fondò nel 1824 la casa editrice musicale London music-publishing house of Cramer & Co. Ha scritto diverse sonate per pianoforte e altre composizioni, ma gli Studi sono il lavoro che più l'hanno reso noto e per cui è conosciuto tuttora. Questi Studi sono apparsi in numerose edizioni e sono diventati pezzi fondamentali per lo studio del pianoforte.